# 马格德堡法律

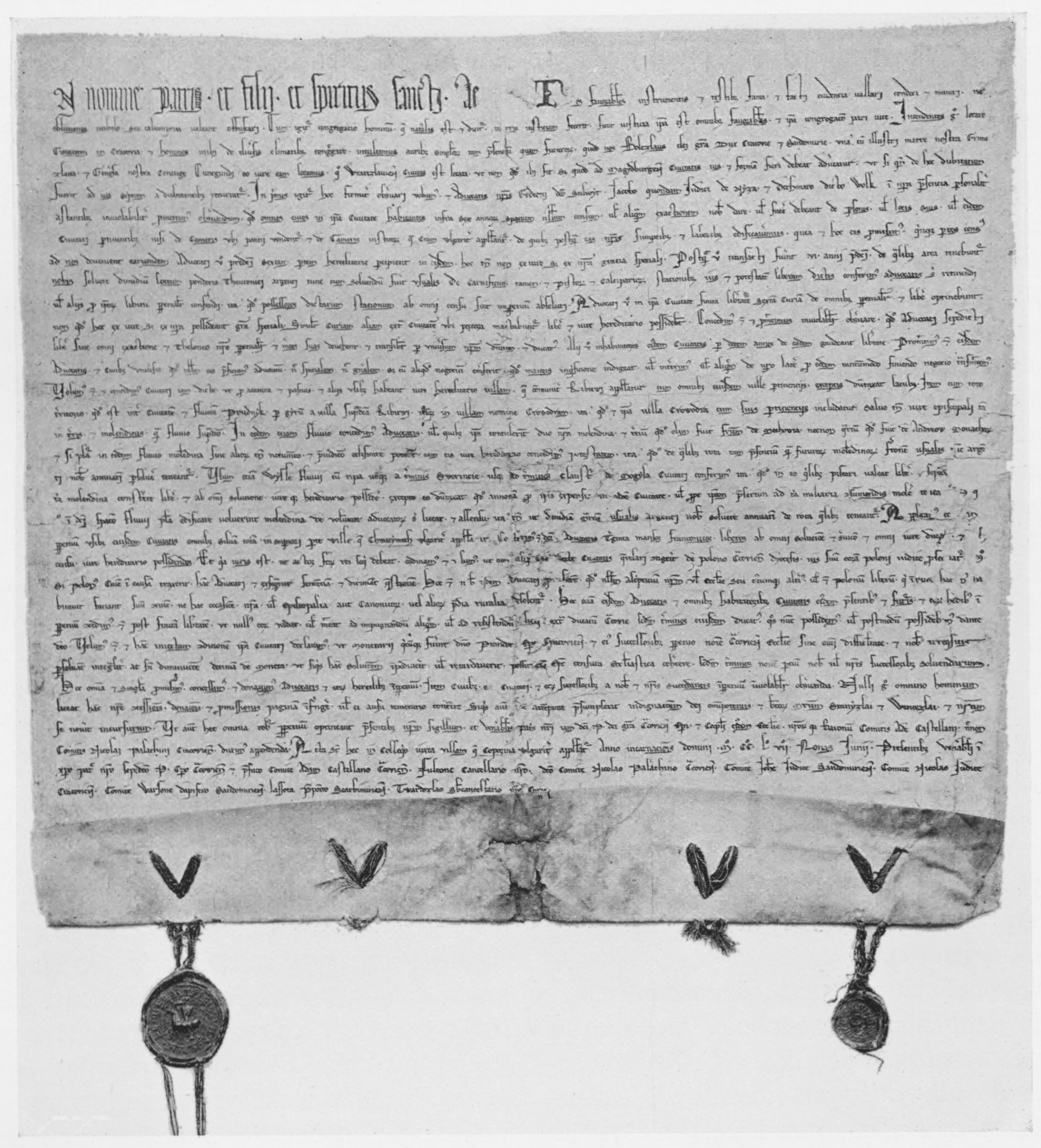
克拉科夫（波兰旧京）城市特许宪章，1257年

馬德堡權利（德語：Magdeburger Recht），也叫做馬德堡法，是由神圣罗马帝国皇帝奥托一世（公元936—973年）基於弗拉芒法所首先發展出來的一部城鎮特權法，該法律是規範了由在地統治者授予城鎮和乡村內部的自治權層級。其得名於奥托一世曾居住的德国城市马德堡。这些城镇特许宪章可能是中世纪时期中欧最重要的法律，这也成为了神圣罗马帝国在随后几个世纪内发展出的德国城镇法的基石。馬德堡權利被包括波西米亚、匈牙利、波兰和立陶宛眾多統治者在內的諸多王侯所接納和修訂過，令該法成為地緣內城镇化进程的一個里程碑，有推动到上千鄉村和城鎮的發展。

## 目錄
與絕大多數中世紀城鎮法律一樣，這個法規主要關注本地商人和手工業者在貿易中的利益，這些人是許多這樣城市的最主要的組成分子。在中世紀的波蘭，猶太人和日耳曼商人被邀請到皇家城市（波兰语：miasto królewskie）的定居做為這些城市的主要發展政策。
猶太人與日耳曼人在這些波蘭城市中通常是競爭對手。猶太人通過小心謹慎的談判從王室獲得大量特權，他們是不受城鎮司法權管轄的。這些特權確保猶太人保有他們社區的自治權、依據他們的獨特律法生活，他們只受到皇家有關於猶太人和基督徒條款的管轄。一個授予猶太人的條款，是猶太人無需出示來源（德語：Gewährsmann），那就是他們不能被強制的說出是從那裡獲得的或被抵押給他們的。 這就有效的賦予購買贓物的許可權。另外很多條款經常提到，允許向基督徒出售肉類，和雇傭基督徒為僕人。
外來商人進入這個城市不允許他們自行交易，必需透過當地城市的貿易商出售他們的商品。
因加入漢薩同盟後，馬德堡也成為最重要的商業城市之一，而維持長期與法蘭德斯、波羅的海國家和國內，特別是布倫瑞克地區的貿易。

## 法規的傳佈

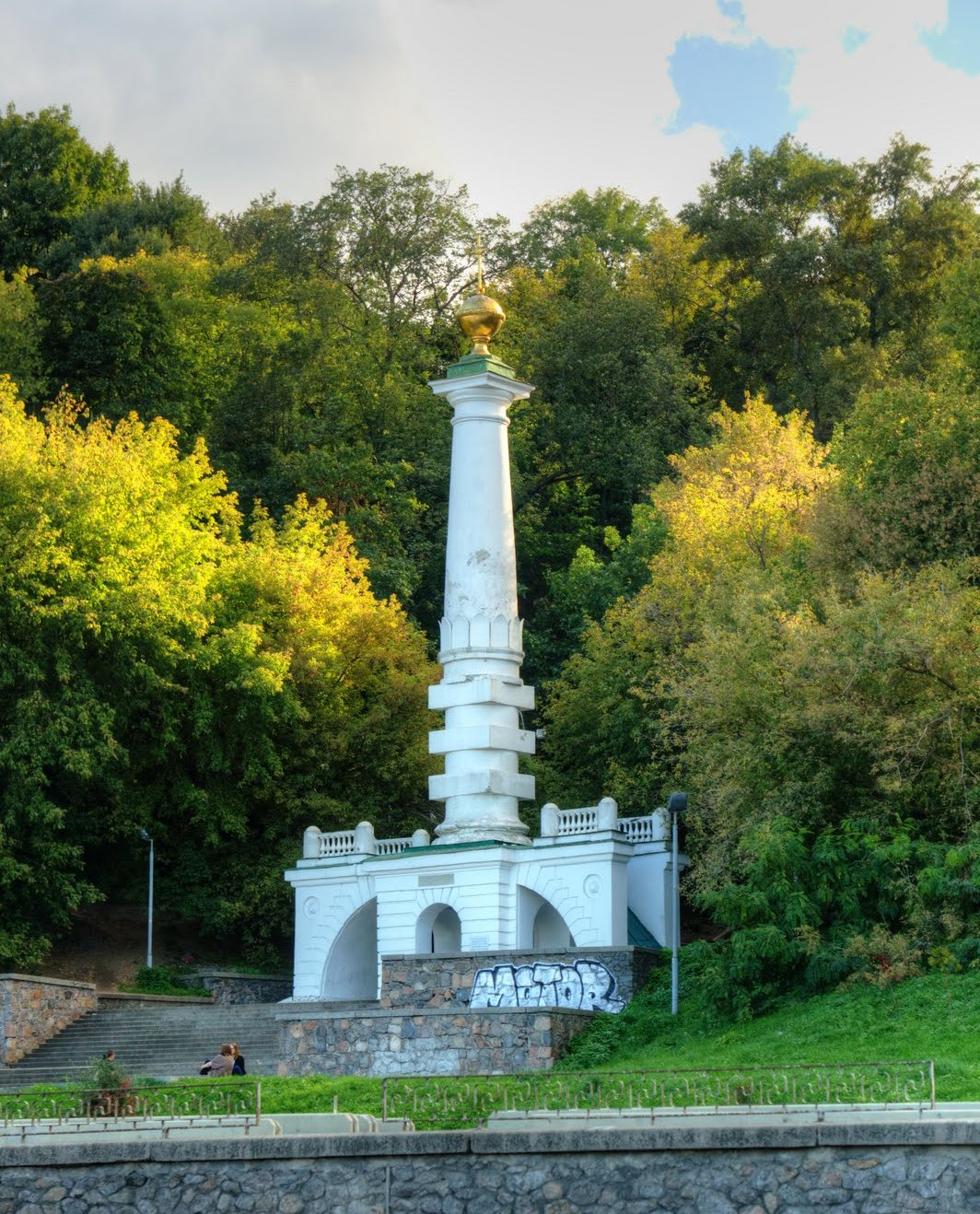
位於基輔的馬德堡法紀念碑

古老的德意志法在13-14世紀時期裡被認為是最進步的治理體系, 而於德國之外中歐有上百座以上城邦被授予該法，包括在什勒斯維希、波希米亞、波蘭、白俄羅斯、烏克蘭，尤其於波美拉尼亞、普魯士、立陶宛（隨著立陶宛的基督教化）和摩爾達維亞等地之內。在中、東歐廣大地區，馬德堡法律被稱為“德意志法”或“條頓法”（與本法有變體關係）。 因此馬德堡地方法庭就成為這些地區城市的上級法，馬德堡連同盧貝克，實際上確立了北德意志、波蘭和立陶宛地區沿用數個世紀的法律體系，成為城鎮法律體系的核心。這個重要的角色一直持續到1495年啟動帝國改革（德語：Reichsreform）改用羅馬法,在帝国枢密法院（德語：Reichskammergericht）的影響下一個世紀後，才逐漸被取代。

## 整個歐洲的馬德堡法律的實施
在波蘭實施的馬德堡法律和日耳曼原來的形式是不同的。它結合了一系列民事和刑事法律，並調整到在西歐流行的,這或多或少基於古羅馬模型,包括了城市規劃。波蘭的土地擁有者使用的土地出租權利被稱為 “日耳曼財產讓渡法律”，在那時全國各地沒有日耳曼定居者。同時，波蘭人們往往忽略實際日耳曼文本，而是按波蘭的古老私人關係普通法實施的。
值得注意的，波蘭和今天的白俄羅斯城鎮管理土地出租權利基礎，是基於被稱為“日耳曼財產讓渡法律”，是由波蘭和立陶宛大公的地主們發佈的，包括別奇、弗赖施塔特、桑多梅日、克拉科夫、庫魯夫、明斯克、波洛茨克、波茲南、羅普奇采、羅茲、布雷斯劳、斯德丁、茲沃托雷亞和自15至18世紀屬於波蘭立陶宛聯邦的維爾紐斯、特拉凱、考那斯、格羅德諾、基輔、切爾諾夫策、布羅德、魯特斯克、弗拉基米爾-沃倫斯基、薩諾克、斯尼亞滕、涅任、巴爾代約夫、胡門內和克魯皮納這之中的地主有好幾百人。其優點是不僅是經濟，也是政治。貴族家庭的成員通常不成問題的都能晉身城市貴族行列。